# Agent wider Willen (1980)
Agent wider Willen ist ein US-amerikanischer Spielfilm von Ivan Nagy aus dem Jahr 1980. Die Produktion von David Gerber Productions und Columbia Pictures Television basiert auf einer Story von Lemuel Pitkin und Jimmy Sangster. Der Film kam in Deutschland nicht in die Kinos und wurde am 5. Dezember 1986 in der ARD erstmals ausgestrahlt.

## Handlung
Jack Chenault arbeitet zwar für den Geheimdienst, doch sein Job beinhaltet lediglich leichte Büroarbeit. Dann erhält ausgerechnet er den Auftrag, den verrückten Forscher Marcus Valorium zu stoppen. Dieser hat ein hoch entwickeltes Gerät gestohlen, mit dem er alles auf Miniaturgröße verkleinern kann. Das trifft zuerst einen gewaltigen Supercomputer der NASA, den das geisteskranke Genie auf diese Weise stehlen lässt. Damit gesteuert und mit einem Satelliten als Reflektor kann dann mit dem Schrumpfungsstrahl jeder Punkt der Erde erreicht und die Welt damit erpresst werden.
Valoriums nächstes Ziel sind die Vereinigten Staaten von Amerika. Als Machtdemonstration lässt er einen als Zielschiff dienenden, alten Flugzeugträger auf die Größe eines Modellschiffes miniaturisieren und auch einige Atomraketen-Silos einschrumpfen. Schließlich droht der Schurke, den Hoover-Staudamm zu verkleinern und so eine verheerende Flutkatastrophe auszulösen. Unterstützt von seiner Kollegin Paige Tannehill gelingt es Chenault in letzter Minute, den Satelliten so auszurichten, dass der reflektierte Strahl das als Valoriums Zentrale dienende Observatorium trifft und vernichtet.

## Kritik
„Der Geheimdienst beauftragt einen kleinen Angestellten aus dem Innendienst mit der Wiederbeschaffung eines verschwundenen elektronischen Supergehirns. Bald stößt dieser auf einen größenwahnsinnigen Wissenschaftler, der die größten Gegenstände auf das Format einer Streichholzschachtel verkleinern kann. Leidlich unterhaltsame, fürs Fernsehen entstandene Parodie auf Handlungsmuster und Effekte der Agentenfilme à la James Bond.“

## Hintergrund

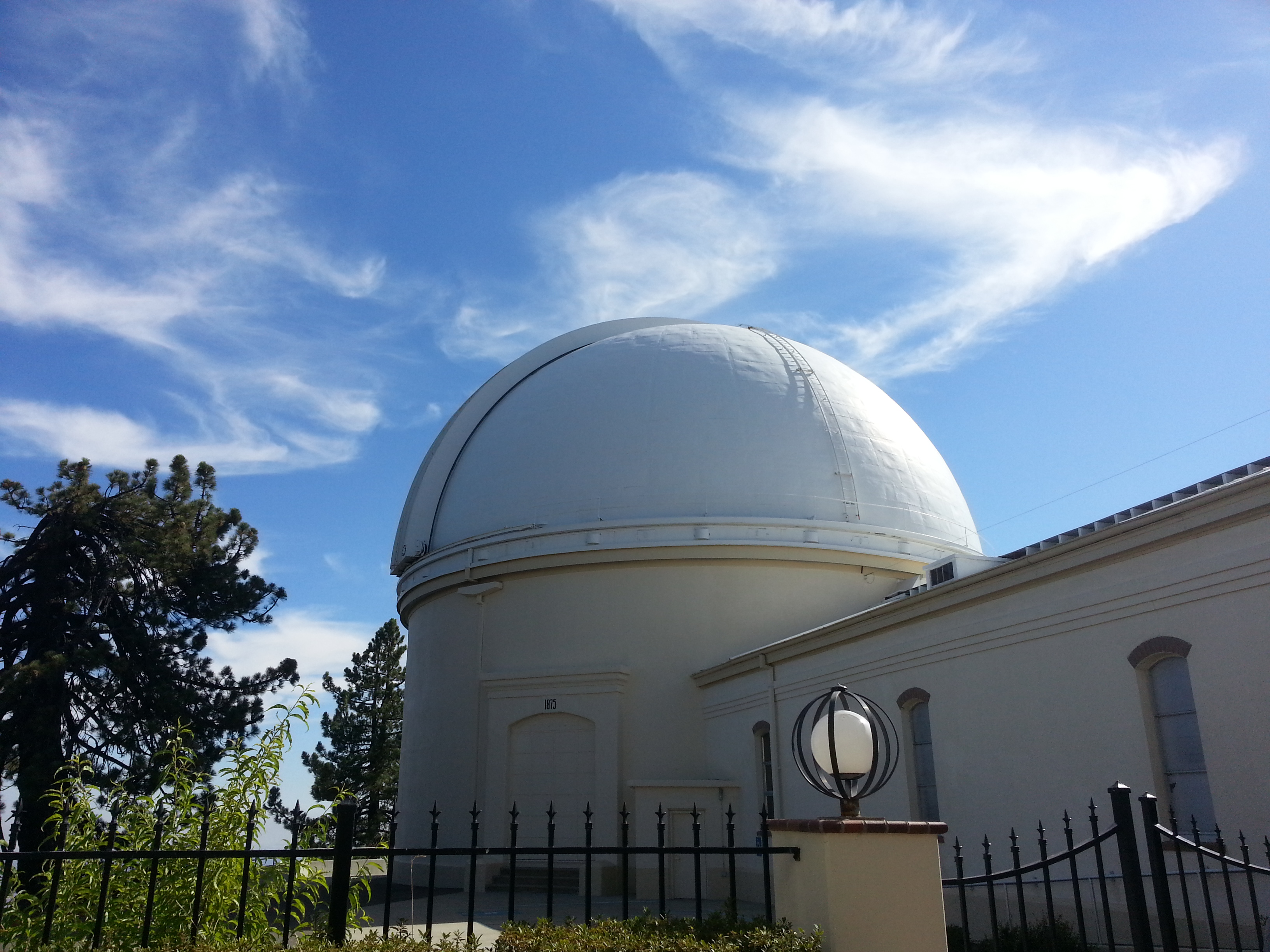
Kuppel des historischen Riesenteleskopes am Lick-Observatorium

Der Film wurde in Houston, Los Angeles und den Burbank Studios in Burbank im US-Bundesstaat Kalifornien gedreht. Das Lick-Observatorium der University of California mit einem der größten Linsenfernrohre der Welt diente als Kulisse für den Projektor des Schrumpfstrahlers.

## Veröffentlichung
Nach der deutschen Erstausstrahlung am 5. Dezember 1986 in der ARD wurde der Film im deutschen Fernsehen mehrfach wiederholt.
Die englischsprachige Originalfassung in einer Länge von 91 Minuten wurde 1982 von Columbia Pictures als VHS-Kassette veröffentlicht. Im November 2013 erschien sie auf DVD im NTSC-Standard. Eine deutschsprachige Version ist bislang (Stand 2021) nicht erschienen.